# Catharylla
Catharylla é um gênero de mariposa pertencente à família Crambidae.